# Surjan
Surjan (cyr. Сурјан) – wieś w Bośni i Hercegowinie, w Republice Serbskiej, w gminie Mrkonjić Grad. W 2013 roku liczyła 188 mieszkańców.